# Ban Phiakhamdaonang
Ban Phiakhamdaonang – wieś położona w południowo-wschodnim Laosie, w prowincji Attapu, w dystrykcie Phouvong,